# Zwarte engbloem
De zwarte engbloem (Vincetoxicum nigrum, synoniem: Cynanchum nigrum) is een zeer giftige klimplant, die tot de maagdenpalmfamilie (Apocynaceae) behoort. Het gif is vincetoxine. De zwarte engbloem is oorspronkelijk geen Nederlandse plant maar hoogstwaarschijnlijk ingevoerd als zaad in voer voor de fazant uit Zuidwest-Europa. Hij wordt ook in siertuinen gebruikt.
De plant is windend en wordt 0,5-2,5 m hoog. Hij heeft gaafrandige, eirond-driehoekige tot lancetvormige, tot 10 cm lange bladeren. De bladvoet is hartvormig en de bladsteel is 1-1,5 cm lang. De plant vormt wortelstokken (rizomen). De zwarte engbloem bloeit in Nederland van mei tot augustus met diep paarszwarte bloemen, waarvan de bloemkroon vijfspletig is. De meeldraden zijn donkergeel. In de bloemknop zijn de slippen gedraaid. De bloem ruikt naar rottend fruit. De bloeiwijze is een gevorkt bijscherm.
De 5-6 cm lange kokervruchten zijn lancetvormig met spitstoelopende top. De zaden zijn voorzien van een haarkuif en worden door de wind verspreid.
De zwarte engbloem komt op droge, kalkrijke grond in duinstruikgewas. In Nederland neemt de plant de laatste tien jaren door de klimaatverandering toe en overwoekert en verdringt inheemse planten, met name in de  Hollandse duinen bij Wassenaar. Daarom wordt hij gezien als invasieve soort en probeert duinbeheerder Dunea de plant te bestrijden door te maaien voordat de zaaddozen gemaakt zijn, maar de plant verbreidt zich ook door het wortelstelsel. Daarnaast is er in 2011 een experiment met het bedekken van de zwarte engbloem met donker zeil, zodat de planten geen zonlicht krijgen en mogelijk uitgeput raken en / of doodgaan.

## Voetnoten
1. ↑   Natuurbericht Zwarte engbloem in het duister | Bericht uitgegeven door FLORON op maandag 22 augustus 2011

## Namen in andere talen
- Duits: Schwarze Schwalbenwurz
- Engels: Black Swallowwort, Dog-Strangling Vine
- Frans: Dompte-venin noir